# Arcastes
Arcastes là một chi bọ cánh cứng trong họ Chrysomelidae.
Chi này được Baly miêu tả khoa học năm 1865.

## Các loài
Chi này gồm các loài:
- Arcastes ismaili Mohamedsaid, 2000